# 瑪利亞2.0
瑪利亞2.0（德語：Maria 2.0) 是德国罗马天主教妇女发起的一项运动，旨在提高外界对性别歧视、性虐待丑闻处理不当以及天主教會内部其他问题的认识。发起人要求所有妇女在2019年5月11日至18日参与抵制活动。这一抵制活动包括妇女在教堂外進行礼拜，不做所有与教堂有关的志愿工作。